# Ranking de Desempenho Castrol
O Ranking de Desempenho Castrol é um sistema de classificação criado pela Castrol com base no futebol masculino de clubes, como parte de um pacote de patrocínio com a FIFA. O sistema utiliza fórmulas matemáticas que avaliam o desempenho individual do jogador em diversas ações como assistir ou impedir gols. O sistema leva em conta o nível dos adversários e o tempo de jogo em que as ações do jogador ocorreram.
Castrol tornou-se o óleo lubrificante oficial da FIFA em 2008. Eles publicaram um ranking na UEFA Euro 2008. Foi um dos patrocinadores oficiais da Copa do Mundo de 2010 na África do Sul onde o ranking foi atualizado após cada rodada de jogos. Castrol fez também um ranking na UEFA Euro 2012.

## Ranking
O Ranking Castrol é um sistema de ranking que mede o desempenho dos jogadores de futebol mais importantes da Europa nas cinco principais ligas durante um período de 12 meses. Os rankings são publicadas mensalmente.
Para obter a pontuação para o Ranking Castrol, primeiro utiliza-se a "Pontuação Índice Castrol" é calculada para qualquer jogador em qualquer campeonato e partida da Liga dos Campeões, em seguida, a pontuação ponderada para obter os "Pontos do Ranking Castrol" e, por fim, os pontos cumulativos de cada jogo durante o período de 12 meses são multiplicados por 90 e dividido pelo total de minutos jogados.
As ponderações são diferentes em cada campeonato e são ajustadas depois de cada temporada por força de cada campeonato. Por exemplo, a fase de mata-mata da Liga dos Campeões tem o maior peso.

## Rankig atual
Ranking de 2 de maio de 2013 com os top 3, melhor goleiro, meia, defensor e atacante
| Rank | Jogador           | Posição    | País | Clube               | Pontos | Posição anterior |
| ---- | ----------------- | ---------- | ---- | ------------------- | ------ | ---------------- |
| 1    | Lionel Messi      | Atacante   | ARG  | Barcelona           | 1098   | (1)              |
| 2    | Cristiano Ronaldo | Atacante   | POR  | Real Madrid         | 1028   | (2)              |
| 3    | Robin van Persie  | Atacante   | HOL  | Manchester United   | 896    | (6)              |
| 4    | Thomas Müller     | Meio-campo | ALE  | Bayern München      | 887    | (5)              |
|      |                   |            |      |                     |        |                  |
| 11   | Thiago Silva      | Defensor   | BRA  | Paris Saint-Germain | 824    | (24)             |
| 19   | Willy Caballero   | Goleiro    | ARG  | Málaga              | 804    | (29)             |

### Melhores colocados
Desde o início do ranking, em setembro de 2009, apenas três jogadores lideraram a lista.
| Início           | Fim              | Meses | Jogador           | País | Clube       | Ref.               |
| ---------------- | ---------------- | ----- | ----------------- | ---- | ----------- | ------------------ |
| Setembro de 2009 | Novembro de 2009 | 3     | Thierry Henry     | FRA  | Barcelona   | [ 6 ] [ 7 ]        |
| Dezembro de 2009 | Dezembro de 2009 | 1     | Cristiano Ronaldo | POR  | Real Madrid | [ 5 ]              |
| Janeiro de 2010  | Atualmente       | 37    | Lionel Messi      | ARG  | Barcelona   | [ 8 ] [ 9 ] [ 10 ] |